# Ignoratio elenchi
Az ignoratio elenchi vagy lényegtelen konklúzió érvelési hiba, melynek során a beszélő egy olyan érvet fogalmaz meg, amely bár önmagában érvényes lehet, de valójában nem azt az állítást támasztja alá, amelyet a beszélő eredetileg bizonyítani kívánt.

## Figyelemelterelés
Ezt az érvelési hibát gyakran használják a figyelem elterelésére vagy a másik fél összezavarására.
Ezt angolul red herringnek (vörös hering) hívják. Az elnevezés vélhetően onnan ered, hogy füstölt heringeket használtak a nyomkövető kutyák figyelmének elterelésére. A füstölt hal erős szaga el tudta nyomni az eredeti nyomot.

## Példák
- Védőügyvéd: „Az adócsalás egyáltalán nem komoly bűncselekmény, és nem lenne igazságos ügyfelemet kitenni ennek a hosszú és kimerítő pereskedési folyamatnak ilyen csekély kihágás miatt.” (Ez lényegtelen. Az ügyvéd feladata az ártatlanság bizonyítása, nem pedig a törvénykezés.)
- Az Egyesült Államok belvárosaiban gyakori az erőszak. Tehát szükséges a társadalombiztosítási juttatások növelése. (Bárki egyetérthet a két állítás közül az egyikkel, anélkül hogy egyetértene a másikkal. Nincs bizonyíték, hogy az egyik a másikhoz kapcsolódik.)
- A miniszterelnök adóreformja lehet, hogy népszerű, ám szerintem házasságtörést követ el, miközben pénzzel vásárolja meg a nő hallgatását. A médiának inkább ezt kéne kivizsgálnia! (Ez a figyelemelterelés vagy „vörös hering” egy példája. A beszélő el akarja terelni a témát az adóreformról az egyáltalán nem ahhoz kapcsolódó házasságtörésre.)
- Mark McGwire baseballjátékos épp most vonult vissza a sporttól. Egyértelmű, hogy megérdemli, hogy bekerüljön a Baseballhírességek Csarnokába. Hiszen olyan rendes ember, és rengeteget adományoz különböző jótékonysági szervezeteknek. (A barátságosság és a jótékonykodás egyáltalán nem szükséges a Hírességek Csarnokába kerüléshez, emiatt egyáltalán nem támasztják alá a következtetést.)

## Szatirikus példák
- De Amerikában meg verik a négereket (a régi vicc szerint, amikor a szovjet vitapartner kifogyott az érvekből). Szintén besorolható tu quoque-típusú érvelési hibának.

## Külső hivatkozások
- Kispad: Red Herring Archiválva 2009. június 18-i dátummal a Wayback Machine-ben (magyarul)
- Stephen's Guide: Irrelevant Conclusion
- About.com: Fallacies of relevance Archiválva 2017. január 25-i dátummal a Wayback Machine-ben
- Nizkor Project: Red Herring
- Fallacy Files: Red Herring
- The Art of Controversy: Diversion Archiválva 2011. május 13-i dátummal a Wayback Machine-ben – Arthur Schopenhauer (angol és német nyelven)

## Lásd még
- Vita
- Logika